# Вилсонова болест
Вилсонова болест је генетички поремећај који карактерише накупљање бакра у ткивима. Испољава се у виду неуролошких и психијатријских симптома, а изазива и болести јетре попут асимптоматског увећања јетре. Неуролошки симптоми подразумевају појаву тремора, анксиозности и различитих промена личности.  Болест се наслеђује аутозомно-рецесивно и настаје као последица мутације гена за протеин Вилсонове болести (АТП7Б протеин).
Болест се лечи посебним дијетама, лековима који смањују апсорпцију бакра или лековима који уклањају вишак бакра из тела. Вилсонова болест може изазвати различите компликације попут отказивања јетре или рака јетре.

## Историја
Вилсонова болест је добила назив по британском неурологу Семјуелу Вилсону (1878-1937), који је 1912. године детаљно описао ову болест, укључујући патолошке промене на мозгу и јетри. Вилсоновом раду претходили су и извештаји немачког неуролога Карла Вестфала. Фински неуропатолог Ернст А. Хомен (1889-1892) први је приметио наследну природу болести. Појава хемолизе примећена је 1967. године.

## Етиологија
Вилсонова болест је наследна болест и наслеђује се аутозомно-рецесивно. Узрок настајања ове болести јесте мутација гена за протеин Вилсонове болести и јавља се подједнако код оба пола. До наслеђивања долази када су оба родитеља носиоци оштећеног гена. Ако оба родитеља носе ген за Вилсонову болест, вероватноћа да ће дете наследити Вилсонову болест је 25%. Међутим, многи пацијенти немају породичну анамнезу Вилсонове болести. Код њих се болест појавила као резултат спонтане мутације гена. Дефективни носачи гена јављају се код једног од 100 рођених, али учесталост болести у општој популацији је око 1 на 30 хиљада људи. 
Иако још нису познати сви детаљи, чини се да је главни поремећај у немогућности ћелија јетре да излучују бакар из тела путем жучи. Пошто је излучивање ослабљено, овај метал се накупља у ткивима и органима, посебно у јетри, мозгу, бубрезима, рожњачи.

## Етиопатогенеза
Често се у дану у организам унесе више бакра него што је потребно, међутим, тај вишак бакра здрав организам избацује путем жучи. 
Код Вилсонове болести постоји оштећење излучивања бакра помоћу жучи и нема повезаности бакра са протеином церулоплазмином. То узрокује да се слободни облик бакра накупља у ћелијама јетре и проузрокује токсична оштећења јетре. Оштећене ћелије јетре нису у стању да синтетишу церулоплазмин. До отприлике пете године живота бакар се накупља само у јетри, а његови токсични ефекти су ограничени на тај орган. Тек након тог времена слободни бакар прелази у крв, где циркулише невезано за церулоплазмин и депонује се у другим органима као што су мозак, рожњача, бубрези, кости, зглобови, паратиреоидне жлезде, у којима такође ствара оштећења.

## Манифестација и први симптоми
Код више од 30% пацијената болест се пре свега испољава као неуролошки поремећај, најчешће у другој или трећој деценији живота. Почетни симптоми могу бити неприметни, попут благе дрхтавице, потешкоћа у говору и писању, мигрене и могу се задржати или погоршати с временом. Главна карактеристика неуролошке Вилсонове болести је прогресивни моторички поремећај. 
Отприлике трећина пацијената испољава психијатријске симптоме као што су смањена радна способност, депресија, промењиво расположење и психоза. У клиничкој слици ових пацијената доминирају поремећаји кретања. 
Психијатријски симптоми се виде заједно са неуролошким симптомима и ретко се испољавају сами. Ови симптоми су често лоше дефинисани и понекад се могу приписати другим узроцима. Због тога се дијагноза Вилсонове болести ретко поставља када су присутни само психијатријски симптоми. 

## Дијагноза
Дијагноза се поставља на основу анамнезе, клиничке слике и карактеристичних биохемијских параметара поремећаја метаболизма бакра. 
Тестови који се користе у дијагностици болести: одређивање бакра у урину у периоду од 24 сата, одређивање концентрације бакра у крви, одређивање протеина церулоплазмина у крви, биопсија јетре, генетско тестирање или преглед магнетном резонанцом. Откривено је 30 различитих мутација гена за Вилсонову болест, па зато не постоји један потпуно поуздан тест.

## Лечење
Код Вилсонове болести лечење може да спречи да болест напредује, а симптоми се могу побољшати. Сврха терапије је уклањање нагомиланог бакра и спречавање његовог поновног накупљања. 

#### Дијета
Препоручује се исхрана са мало хране која садржи бакар уз избегавање печурака, орашастих плодова, чоколаде, сувог воћа, сусамових семенки, сусамовог уља и шкољки.

#### Лекови
Медицински третмани су доступни за Вилсонову болест. Неки повећавају уклањање бакра из организма, док други спречавају апсорпцију бакра из исхране. Користе се лекови као што је пенициламин, међутим, постоје одређени ризици. Код 20% пацијената јављају се компликације и код неких се симптоми погоршавају. 
У ретким случајевима када ниједан орални третман није ефикасан, нарочито код тешких неуролошких болести, повремено је потребан димеркапрол. Овај лек се убризгава интрамускуларно (у мишић) сваких неколико недеља и има неке непријатне споредне ефекте, попут бола.

#### Физикалне и радне терапије
Физикална и радна терапија су корисни за пацијенте са неуролошким обликом болести. Третман хелирања бакра може да потраје до шест месеци да би се започело са радом, а ове терапије могу да помогну у суочавању са атаксијом, дистонијом и дрхтавицом.

#### Трансплантација
Трансплантација јетре је једна од ефикаснијих могућности да се излечи Вилсонова болест, али користи се само у одређеним ситуацијама због ризика и компликација повезаних са поступком.